# Pavé autobloquant
Pour les articles homonymes, voir autobloquant.

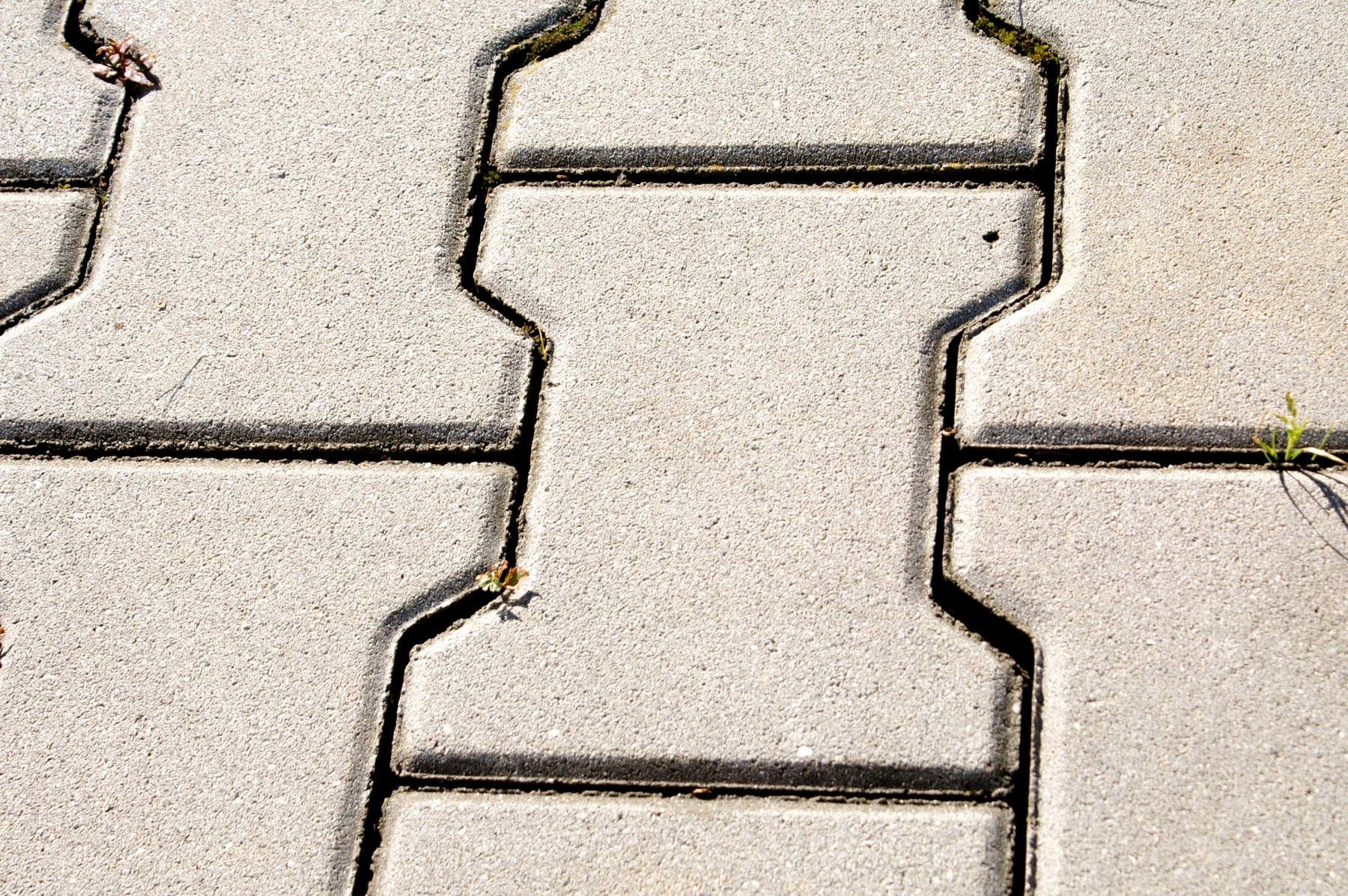
Un des nombreux modèles de pavé autobloquant, ici en forme de "I"

Les pavés autobloquants sont des pavés qui sont conçus pour s’emboîter les uns aux autres.
Parmi les avantages cités des pavés autobloquant, on relève, selon les pavés utilisés, la simplicité et la rapidité de pose, la bonne résistance à des contraintes mécaniques importantes et, éventuellement, la possibilité de modifier ou démonter relativement facilement. Posés sur un lit de sable, ils forment des surfaces moins imperméables à l'eau et à l'air que le macadam ou le béton.
Afin d'en assurer l’emboîtement, les pavés autobloquants peuvent être de diverses formes plus ou moins complexes. Les pavés en "S" plus ou moins anguleux ou en "I" sont très communs, mais des formes plus complexes existent ou ont été expérimentées, telles que le X, le H, le T ou même le double-T. Certains pavés autobloquants d'apparence normale (simple carré ou rectangle) assurent l’emboîtement par des ergots invisibles en surface.